# Dux de Génova

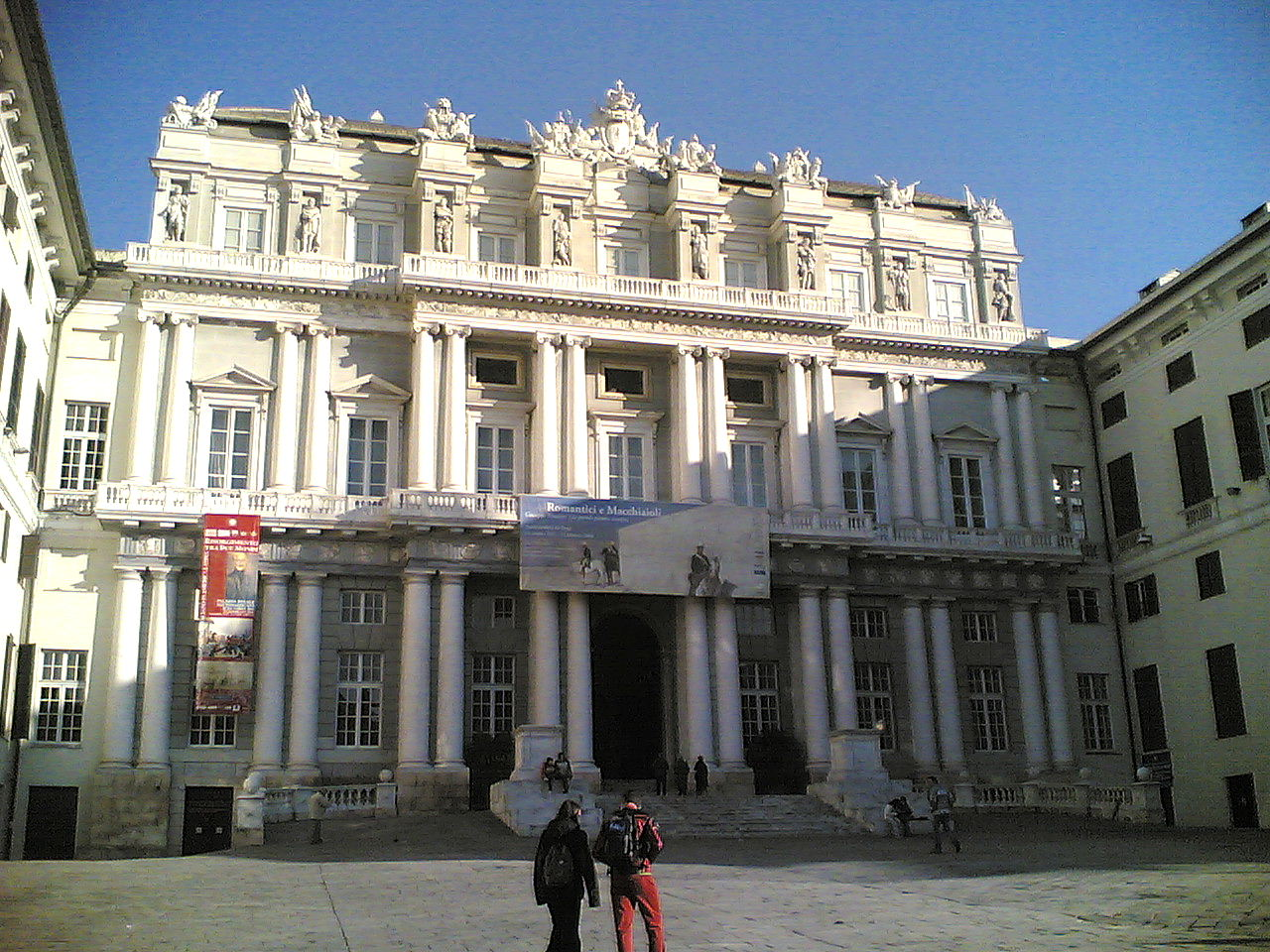
Palacio Ducal de Génova, antigua sede de los dux de la República de Génova.

El dux (del latín dux, «líder») o dogo (por analogía con el cargo de magistrado supremo de Venecia; del italiano doge, adaptación del veneciano doxe, y este a su vez del latín dux) era el magistrado supremo y máximo dirigente de la República de Génova. El cargo de dux (duxe en genovés) fue creado el 23 de septiembre de 1339, siendo abolido el 17 de noviembre de 1797 por Napoleón Bonaparte.

## Orígenes del cargo
Con la elección, el 23 de septiembre de 1339, de Simón Boccanegra, primer dux (duque soberano y príncipe soberano) elegido a perpetuidad a pesar de que, como se verá, no será tal, empieza en la antigua República Marítima de Génova la era histórica de los dux vitalicios, que se prolongará hasta 12 de octubre de 1528, en que empezará un segundo periodo, que terminará en 17 de noviembre de 1797, llamado de los dux bienales (con cargo electivo con una duración de dos años).
El nombramiento de Boccanegra, apoyado por el partido Gibelino de la ciudad, llevó a la exclusión de los Güelfos de todo cargo público.
Al mismo tiempo, crecían nuevas familias (como las de los Adorno, Guarco, Fregoso, Montaldo) que iban a convertirse en la nueva clase dominante. Serán llamados los «Cappellazzi» y demostrarán ser aún más violentos e insaciables que los aristócratas que hasta ese momento habían tratado de alcanzar la hegemonía ciudadana.

## Después de Boccanegra
Para muchos dux vitalicios, el cargo no resultó exactamente perpetuo (de hecho algunos cesaron el mismo día de su nombramiento), casi siempre como consecuencia de movimientos políticos que alteraban el estado de las cosas obligándolos a dimitir; sucedió, sin embargo, que alguno fue llamado de nuevo (incluso varias veces) para volver a ocupar el cargo, como una especie de salvador de la patria. 
Pero junto a los dux de un día y los que repetían, hubo también dux por parentesco (cuando la sucesión se producía de padre a hijo, o entre hermanos), sin olvidar los muchos dux cardenales y arzobispos a los que se confió en diversas circunstancias el gobierno de la ciudad.

## Los cinco periodos
La era de los dux afecta, en realidad, solo a una parte de la historia de la República de Génova, que se puede subdividir en cinco periodos: 
- Una primera república, a menudo dirigida en forma de diarquía: la de los cónsules, a su vez divididos en cónsules del Estado, con funciones de dirección política y militar, y cónsules de los Placiti, a los que se encargaba la administración de la justicia (esto periodo va de 1099).
- Una segunda, de los podestás.
- Una tercera, de los capitanes del pueblo (esto periodo va a 23 de septiembre de 1339).
- Una cuarta, de los dux vitalicios (de 23 de septiembre de 1339 a 12 de octubre de 1528); dentro de este periodo, entre el 27 de diciembre de 1435 y el 28 de marzo de 1436, dirigieron los destinos de la ciudad los llamados capitanes de libertad.
- Una quinta, de los dux bienales (de 12 de octubre de 1528 a 17 de noviembre de 1797); dentro de este periodo, desde 19 de octubre de 1577, los dux fueron elegidos por doble sorteo.

## Elección del dux como lotería
A partir de 1576 (en plena fase de dux bienal) se adoptó un curioso sistema de elección popular basado en un doble sorteo, el primer de los cuales realizado el 19 de octubre de 1577. Este sistema permitirá a los genoveses establecer las bases del futuro juego de la lotería, que se adoptará alrededor de 1630; según una antigua tradición, los genoveses de la época eran aficionados a las apuestas y no dejaron escapar la ocasión de apostar sobre los números de los electos en el Serenísimo Colegio.
La cronología de los dux de la República de Génova se puede hallar en las actas de la Società Ligure di Storia Patria.